# Харалд цур Хаузен
Харалд цур Хаузен (на немски: Harald zur Hausen) е немски лекар.
Лауреат на Нобеловата награда за медицина за 2008 г. за откритието на човешкия папилома вирус, който предизвиква някои от случаите на рак на шийката на матката.

## Биография
Хаузен завършва староезиковата гимназия Antonianum  във Vechta (Abitur) и следва медицина в Рейнския Фридрих-Вилхелмов университет в Бон, Университета в Хамбург, Университета „Хайнрих Хайне“ в Дюселдорф и промоцира (се дипломира) (Dr. med.) през 1960 г. в Дюселдорф.
Впоследствие работи 2 години като медицински сътрудник, а след това 3 години като научен работник в Института за медицинска микробиология в Университета в Дюселдорф. След това работи 3,5 години във Virus Laboratories на Children's Hospital of Philadelphia във Филаделфия, която е една от най-старите детски клиники в света. Освен това работи като професор-асистент в University of Pennsylvania. През 1969 г. хабилитира в Баварския университет „Юлий Максимилиан“ във Вюрцбург, където работи в Института по вирусология. През 1972 г. получава преподавателско място като професор в новооснованата Катедра по клинична вирусология на Университета „Фридрих-Александър“ в Ерланген (Нюрнберг), а през 1977 г. преподава вирусология и хигиена в Университета „Алберт-Людвиг“ във Фрайбург.
От 1983 до 2003 г. Харалд цур Хаузен председателства Германския институт за изследвана на рака (DKFZ) в Хайделбергския университет. Под негово ръководство се задълбочава сътрудничеството с различни университетски клиники, за да се ускори прилагането на научните изследвания в практиката.
Цур Хаузен е главен редактор на научното списание „International Journal of Cancer“.

## Награди и отличия
- Robert-Koch-Preis (1975 г.)
- Charles S. Mott (1986 г.)
- Paul-Ehrlich-und-Ludwig-Darmstaedter-Preis (1994 г.)
- Emil-von-Behring Preis (1994 г.)
- Ernst Jung-Preis (1996 г.)
- Charles-Rodolphe Brupbacher-Preis (1999 г.)
- Johann-Georg-Zimmermann-Medaille (2006 г.)
- Raymond Bourgine Award (2006 г.)
- Нобелова награда за медицина (2008 г.)